# Ponte Youyi
A ponte Youyi (em chinês:  友誼橋, que significa Ponte da Amizade, em urdu:  دوستی کا پل) é uma ponte rodoviária na estrada do Caracórum em Thakot, na província de Khyber Pakhtunkhwa, no Paquistão.  
A ponte cruza o rio Indo, e está localizada junto de outra ponte construída entre 1966 e 1978.  O seu nome, em chinês, foi dado em homenagem aos trabalhadores paquistaneses e chineses que morreram na construção da estrada do Caracórum.